# Kénôse
Ne doit pas être confondu avec kénose.
Albums de Deathspell Omega
Si Monumentum Requires, Circumspice
(2004) Fas - Ite, Maledicti, in Ignem Aeternum
(2007)
Kénôse est un EP du groupe de Black metal français Deathspell Omega. L’album est sorti le 4 octobre 2005 sous le label Southern Lord Records.
Cet EP est une continuation dans l'évolution du style musical de Deathspell Omega. En effet, il approfondit l’approche avant-gardiste qui était annoncée sur leur album studio précédent, Si Monumentum Requires, Circumspice. Les éléments de metal avant-gardiste y sont donc plus ancrés et davantage mis en avant.
Le titre de l’album est une référence à la Kénose, thème théologien chrétien.

## Liste des morceaux
1. I – 15:46
2. II – 11:25
3. III – 9:09